# ヴィンヤード多摩
ヴィンヤード多摩（ヴィンヤードたま、英称:Vineyard TAMA Co.,ltd.）は、東京都あきる野市上ノ台にあるワインメーカー。

## 概要

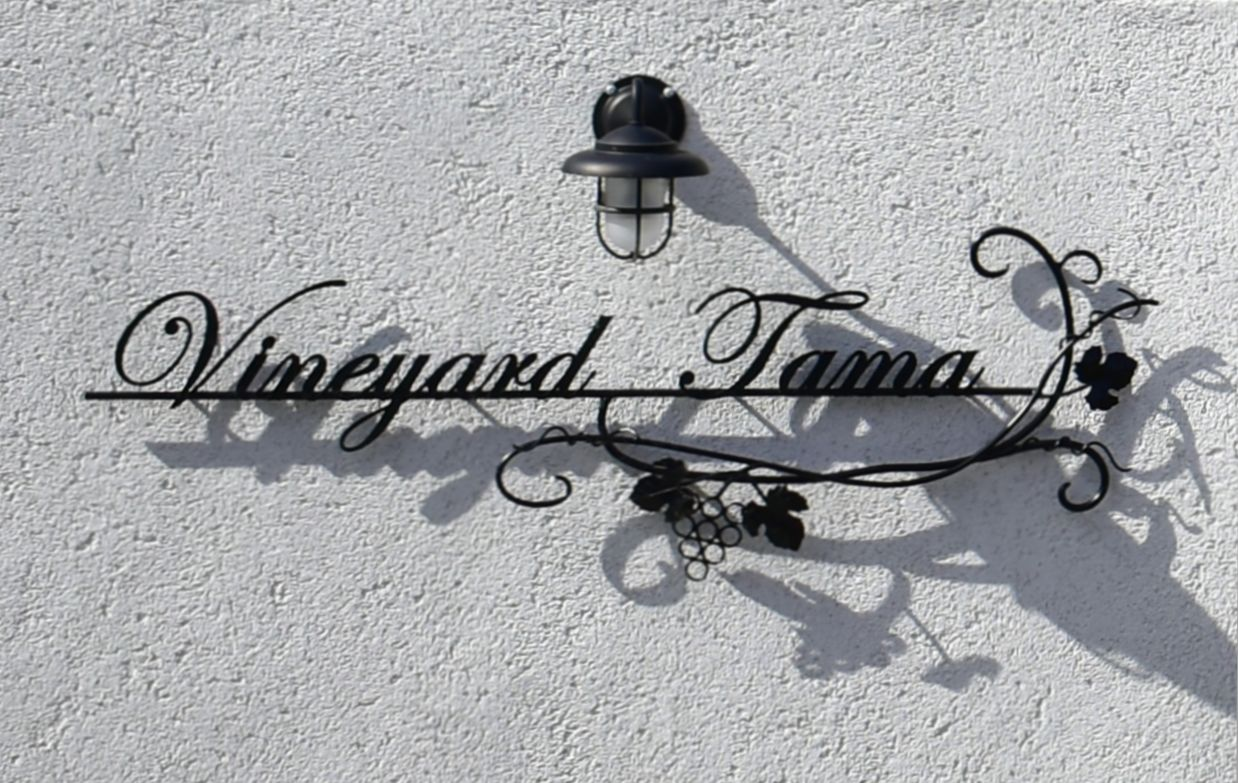

ヴィンヤード多摩は、歯科医師である森谷尊文の大好きなワインで「西多摩を盛り上げたい！地域に貢献したい！」そんな想いで、地域・社会貢献を第一の目標にしている<ref。 2013年(平成25年)に東京都青梅市に於いて葡萄の試験栽培を開始した。森谷は遊休農地の有効活用による、あきる野市の農業法人の受け入れや支援の斡旋を受け、農地約70アールでブドウを育てワイン醸造に取り組んだ。ワイナリーは、多摩川を望む田園風景の中に葡萄畑と醸造所が併設しており、ぶどうは自社ぶどう畑の他、近郊の山梨県、長野県、栃木県産のぶどうを使ってワイン醸造を行っている。2018年に収穫された自社ブドウは約1tほどである。
当時、東京都青梅で梅のウイルスが流行し、梅の木を抜かなければならない事態に陥った。偶然、森谷が参加しているワイン会に、青梅の梅農家を親戚に持つメンバーがいた。そこで「親戚が持つ農地にぶどうを植えてみたらどうか」との話が持ち上がった。また、身近にぶどう栽培経験者がいることが分かった、行き付けのレストランに野菜を卸す農家がワイン用ぶどうの栽培経験者だった。森谷は農家にぶどう栽培を依頼し、青梅の農地で採れたぶどうは栃木県のワイナリーに委託醸造しワイン造りがかなった。多摩川の南を流れる秋川流域の畑は、トウモロコシ畑などの農地が多い場所で、畑をやめる農家が増え休耕地の増加が問題視されていた。

## 沿革
- 2013年(平成25年)1月 - 東京都青梅市に於いて試験栽培開始[1]
- 2015年(平成27年)2月 - 資本金1,000万円により創業、東京都あきる野市上ノ台に於いて栽培開始[1]
- 2018年(平成30年)
  - 10月 - 東京都あきる野市下代継に於いて醸造所設立[1]、酒類製造免許取得[1]
  - 12月 - 東京都羽村市に於いて直営店開店[1]（SELLER NORABOUNA）
- 2019年(平成30年)3月 - 自社ぶどう使用による「東京ルージュ」初リリース[1]
- 2020年(令和2年)6月 - 資本金1,250万円に増資[1]
- 2022年(令和4年)
- 7月 - 東京都あきる野市上ノ台に醸造所と直営店を移転[1]
- 9月18日 - BSテレ東「辰巳琢郎の葡萄酒浪漫」でヴィンヤード多摩が紹介される
- 9月23日 - 収穫祭、収穫体験
- 2023年(令和5年)
- 1月 - ぶどう畑の棚仕立てを増設[1]
- 10月3日 - NHK総合首都圏ネットワークでヴィンヤード多摩が紹介される

## 利用情報
- 所在地 - 東京都あきる野市上ノ台55番地
- 敷地面積 - 7,000 m2 [7]
- 年間生産量 - 約1,500kg[7]
- 栽培品種 - ヤマ・ソービニオン、モンドブリエ、ビジュノワール、シラー、ピノ・ノワール、カベルネ・フラン、シャルドネ、メルロー、その他[7]
- 定休日 - 火曜日[1]
- 営業時間 - 午後1時-午後5時[1]（土日祝/午前11時-午後5時[1]）
- ショップ - 商品購入

## 交通アクセス
- 鉄道 - JR五日市線 - 武蔵増戸駅よりタクシー約5分[1]

## ギャラリー
- ショップ（2023年10月撮影）
- ショップ（2023年10月撮影）
- ぶどう畑（2023年10月撮影）
- カベルネ・フラン（2023年10月撮影）
- カベルネ・フラン（2023年10月撮影）